# Araeopteron rubicunditincta
Araeopteron rubicunditincta är en fjärilsart som beskrevs av Embrik Strand 1912. Araeopteron rubicunditincta ingår i släktet Araeopteron och familjen nattflyn. Inga underarter finns listade i Catalogue of Life.